# لیدی‌هاک
لیدی‌هاک (به انگلیسی: Ladyhawke) فیلمی محصول سال ۱۹۸۵ و به کارگردانی ریچارد دانر است. در این فیلم بازیگرانی همچون متیو برودریک، روتخر هاور، میشل فایفر، لئو مک‌کرن، جان وود، آلفرد مولینا، جانکارلو پرته و راد دینا ایفای نقش کرده‌اند.

## چکیده داستان
اروپا، قرن سیزدهم. فیلیپ گاستون (متیو برودریک) دزد جوانی است که در سیاه چال لاکویلا در آبروزو زندانی شده‌است. او که موفق به فرار از سیاه چال شده، در نهایت بدست نگهبانانی که برای تعقیب او فرستاده شده‌اند، گرفتار می‌شود، اما بدست یک تندرو، رئیس سابق نگهبانان، استفان ناوار (راتگر هاور) نجات پیدا می‌کند. ناوار، عاشق ایزابو آنژو (میشل فایفر)، در گذشته حسادت اسقف آکویلا (جان وود) را برانگیخته که عاشق او نیز بوده‌است. اسقف که قادر به مقاومت در برابر این شور همه گیر نیست، سپس این زوج را از لاکویلا بیرون می‌راند و با پیمانی با شیطان آنها را محکوم می‌کند. حالا قربانیان یک نفرین، عاشقان محکومند تا ابد با هم و در عین حال همیشه از هم جدا باشند: در طی روز، ایزابو به شاهین و در شب، ناوار تبدیل به گرگ می‌شود.